# Dyki Tantsi

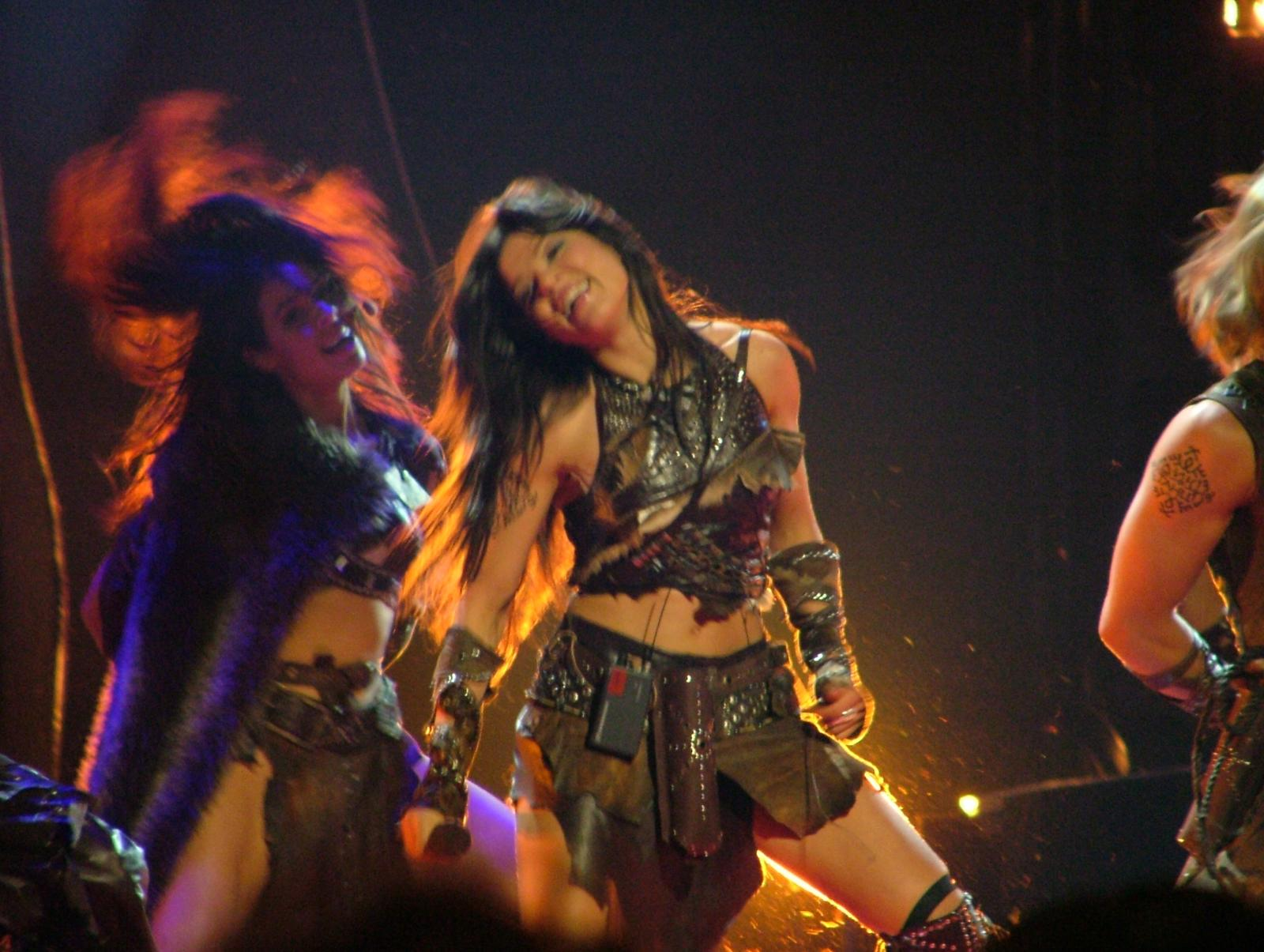
Ruslana - Wild Dances.j

Dyki Tantsi (em ucraniano: Дикі танці) é o quarto álbum de estúdio da cantora e compositora ucraniana Ruslana, lançado no dia 10 de junho de 2003. Algumas das músicas incluídas neste álbum foram incluídas no álbum seguinte de Ruslana, Wild Dances, depois de ela ter ganho o Festival Eurovisão da Canção de 2004.